# Komořany
Komořany település Csehországban, Vyškovi járásban. Komořany Rousínov, Habrovany, Dražovice, Tučapy és Podbřežice településekkel határos. Lakosainak száma 756 fő (2024. január 1.).

## Népesség
A település lakosságának változását az alábbi diagram mutatja:
| Lakosok száma | 557  | 496  | 541  | 575  | 628  | 652  | 693  | 726  | 743  | 756  |
|               | 1869 | 1890 | 1921 | 1950 | 1980 | 2001 | 2017 | 2019 | 2022 | 2024 |